# Jean-Marc Eychenne
Jean-Marc Eychenne (Pamiers, 2 de novembre de 1956) és un prelat catòlic francès, bisbe de Pamiers des del 17 de desembre de 2014.

## Biografia
Jean-Marc Eychenne va néixer el 2 de novembre de 1956 a Pamiers. Ràpidament, la seva família es va traslladar per instal·lar-se al Val-de-Marne on porta a terme tota la seva escolarització. Va començar els seus estudis de filosofia a la Sorbona, els estudis interromputs per la mort del seu pare i la seva crida a files en 1976.
Després del seu servei militar, va ingressar al seminari de la comunitat de Sant Martí de Gènova. Va rebre l'ordenació sacerdotal el 3 de juliol de 1982 a Gènova. Va rebre la seva llicenciatura en teologia a la Universitat Catòlica de Milà i el 1985 i 1986 es va preparar i es va graduar en teologia a la Universitat de Friburg, a Suïssa.
Exercí a Itàlia durant els seus primers anys de ministeri, primer com a mestre de novicis de la comunitat de Sant Martí a Gènova (fins al 1987) i com a superior de la casa de formació de la comunitat des de 1986 fins a 1987. Mentrestant, és professor a l'Institut Superior de Ciències religioses de Gènova.
Després es va unir a la diòcesi d'Orleans, on es va exercir les funcions de vicari a la parròquia de St. Laurent d'Orleans fins a 1989 i després va ser rector de Bionne en Chécy fins a 1996, quan va ser nomenat rector de Jargeau i degà de Val-Forêt. Conservà aquesta posició fins a 2002 i va ser nomenat rector de Sant-Yves Font a Orleans, càrrec al qual s'afegeix el 2007 la de la veïna parròquia de Sant-Marceau.
Al costat d'aquestes responsabilitats parroquials, també va fer de capellà de Sant Carles entre 1988 i 2000 i després capellà d'estudiants entre el 2000 i el 2009.
El 2009, M gr André Fort el va cridar al seu costat, com vicari general de la diòcesi d'Orleans i, a partir de 2010 també va ser responsable dels departaments de formació. El 2011, en una entrevista amb el diari La Croix, explicà l'elecció de la diòcesi de fer a viure els sacerdots en petites comunitats, esperant trobar-se amb molts nous sacerdots, sinó també basant-se en el Bíblia l'home «ha estat creat a imatge de Déu, no com una individualitat pura, però en la imatge de la comunió trinitària. Si estem cridats a ser testimonis d'un Déu que és comunió d'amor, que és per a qualsevol home, i nosaltres, els sacerdots que s'insereix en una comunitat concreta.».
El 17 de desembre dee 2014 el Papa Francesc el nomenà bisbe de Pamiers vacant des del nomenament de Msr Philippe Mousset per la seu de Périgueux el mes de juny anterior.
Va rebre la consagració episcopal el 15 de febrer de, 2015, de mans de Mrs Le Gall, arquebisbe de Tolosa.
El 16 d'octubre de 2016, en el context de l'any de la Misericòrdia promogut pel Papa Francesc, el bisbe Jean-Marc Eychenne demanà perdó pels crims comesos contra els càtars al segle xiii, més específicament per les matances que van tenir lloc a la seva diòcesi i, sobretot, per les execucions del 1244 a Montsegur, últim reducte de resistència contra els francesos i el papa.